# 鸡尖
鸡尖，又称“鸡屁股”、“鸡臀尖”，指鸡尾部一块呈桃形的肉，位于肛门上方。其含有优质蛋白和少量脂肪，味道鲜美、口感滑嫩，易于烹调。部分人认为鸡尖内含有淋巴细胞的腔上囊（法氏囊），故食用鸡尖对人体有害，实为误传。位于鸡尖内部的黄色椭圆形物体为尾脂腺，对人体无害，且烹调前早已取出。

## 常見烹調方法
- 燒烤
- 油炸
- 红烧
- 清炖